# Géopolitique
Ne doit pas être confondu avec Géographie politique ou Géostratégie.
La géopolitique (du grec ancien : γῆ / gễ « terre » et πολιτική / politikḗ « politique ») est l'étude des effets de la géographie sur la politique internationale et les relations internationales. C'est une méthode d'étude de la politique étrangère pour comprendre, expliquer et prédire le comportement politique international à travers les variables géographiques. Il s'agit notamment des études régionales, du climat, de la topographie, de la démographie et des ressources naturelles.
Plusieurs définitions en ont été données : étude des « relations entre les facteurs géographiques et les entités politiques » (André-Louis Sanguin) ; « discipline qui essaie d’expliquer la formation et l’action des puissances politiques dans l’espace » (Fondation des études pour la défense nationale) ; « analyse géographique de situations socio-politiques » (Michel Foucher). Historiquement le terme géopolitique désigne les rapports de pouvoir entre États mais le terme s'applique plus généralement à l'étude des rapports de pouvoir dans l'espace quelle qu'en soit l'échelle, y compris donc à une échelle locale.
On trouve des réflexions géopolitiques chez des auteurs de l'ère classique comme Montesquieu. Toutefois, c'est en Allemagne que la notion se construit au XIXe siècle, sous l'impulsion fondatrice de Friedrich Ratzel. La discipline se développe ensuite en France, en Grande-Bretagne et aux États-Unis. Parce qu'elle a servi à légitimer l'expansionnisme allemand puis l'idéologie nazie, cette discipline tombe en désuétude après la Seconde Guerre mondiale. Le travail réalisé par des universitaires tels qu'Yves Lacoste dans les années 1980 permet une renaissance de la discipline, qui retrouve sa pleine légitimité et commence à nouveau à être enseignée.

## Concept

### La pratique précède le concept
En tant qu'activité humaine, la géopolitique est pratiquée bien avant que le terme n'apparaisse. Toutes les sociétés, même celles qui ne disposent pas d’État, connaissent des rivalités de pouvoirs et des conflits territoriaux. Selon Alexandre Defay, la naissance de l'État est un tournant en ce qu'avec lui, « l'espace acquiert une dimension géopolitique permanente. Désormais, l'espace n'est plus seulement façonné et cloisonné par la diversité du milieu naturel et par celle du peuplement mais aussi par l'exercice de souverainetés étatiques concurrentes. Au regard de ces dernières, l'espace est le théâtre et l'enjeu de leurs rivalités ».
Quoique le terme ne soit pas utilisé, des auteurs comme Machiavel ou Clausewitz s'attachent à expliciter des « bonnes pratiques », qui soumettent l'efficacité à la morale, que les dirigeants doivent employer pour comprendre et exploiter des rapports de forces. La géopolitique se fonde alors sur la géographie de la puissance publique ; Napoléon Ier affirmait ainsi que « tout État fait la politique de sa géographie ». Pour Defay, l'État fait en réalité la politique de la géographie qu'il perçoit être la sienne, à travers les moyens dont il dispose pour l'appréhender, ainsi que ses idéologies, « faute de quoi cette formule pourrait laisser croire à un déterminisme du milieu sur le politique, piège dans lequel sont tombés plusieurs des premiers théoriciens de la géopolitique ».

### Contexte de fondation de la géopolitique
La géopolitique naît, comme beaucoup de sciences humaines, dans les dernières décennies du XIXe siècle. Elle est le produit d'un contexte historique particulier : ses débuts résultent d'une composante scientifique (marquée par le scientisme et le darwinisme), d'une composante technologique (les inventions technologiques raccourcissent l'espace, et les enjeux prennent une dimension planétaire), d'une composante politique (exacerbation de l'État-nation et du sentiment national, appétits territoriaux avivés par la question coloniale).

### Utilisation de la notion
Le terme apparaît pour la première fois chez Gottfried Wilhelm Leibniz dans un manuscrit inédit de 1679,. L'usage du concept ne se répand qu'en 1889, sous la plume du professeur de science politique et de géographie suédois Rudolf Kjellén dans un article de presse qui évoque les frontières suédoises, puis dans son ouvrage Stormakterna (Les grandes puissances), où il écrit : « La géopolitique est la science de l'État comme organisme géographique ou comme entité dans l'espace : c'est-à-dire l'État comme pays, territoire, domaine ou, plus caractéristique, comme règne. Comme science politique, elle observe fermement l'unité étatique et veut contribuer à la compréhension de la nature de l'État ».
Le terme de géopolitique avancé par le géographe suédois Rudolf Kjellén (1864-1922) reprend des éléments de géographie politique énoncés par le géographe allemand Friedrich Ratzel, considéré comme le père de la Geopolitik allemande. Ratzel analyse l'État en rapport avec sa géographie, son espace, son milieu, les deux sont en interactions. Dans son ouvrage Politische Geographie oder die Geographie der Staaten, des Verkehrs und des Krieges, l'État est perçu comme un être vivant. À la suite des analyses de Kjellén et de Friedrich Ratzel, nombre d'universitaires et de militaires vont mettre au point des analyses géopolitiques au service de leur pays.
Selon Alexandre Defay, professeur au centre de géostratégie de l'École normale supérieure, « la géopolitique a pour objet l'étude des interactions entre l'espace géographique et les rivalités de pouvoirs qui en découlent. […] elle est le terrain de manœuvre de la puissance locale, régionale ou mondiale ». L'approche géopolitique ne tente pas seulement de décrire et d'analyser des enjeux et conflits « objectifs », elle traite « de conflits relatifs à des territoires représentés, c'est-à-dire des territoires qui — pour ceux qui les habitent, qui les convoitent ou encore qui les décrivent — sont imaginés. » Autrement dit, on peut aller jusqu'à affirmer comme le fait Thierry de Montbrial que la géopolitique est la partie de la géographie politique qui s'occupe des idéologies relatives aux territoires.

## Histoire
La géopolitique dispose d'une histoire longue et internationale. D'origine allemande, elle fait l'objet de travaux au XIXe siècle en France, au Royaume-Uni et aux États-Unis. Instrumentalisée par le nazisme, elle disparaît après la Seconde Guerre mondiale. Elle est recréée, sous la forme d'une discipline à cheval entre la géographie, la science politique et la stratégie militaire, dans la deuxième moitié du XXe siècle.

## Concepts, enjeux, thématiques

### Représentation, diachronie, diatopie, horogénèse
Dans ses nombreux ouvrages, Yves Lacoste développe trois concepts clefs permettant de conduire une analyse géopolitique : l'étude de la diachronie (évolution à travers le temps), de la diatopie (évolution à travers l'espace) et des représentations.
L'étude de la diachronie est l'analyse d'une situation, d'une culture ou d'une population à travers le temps, y compris sur des temps longs (plusieurs époques). Exemple : l'évolution, l'expansion et le recul des langues et des populations celtiques.
L'étude de la diatopie est l'analyse d'une situation à différentes échelles cartographiques (analyse multiscalaire). On peut ainsi examiner les déplacements, la gestion, la consommation et le coût de l'eau et/ou des carburants à partir d'une propriété personnelle (habitation, jardin) jusqu'à la planète Terre en passant par le quartier, la commune, l'agglomération urbaine ou l'espace rural, les divers échelons administratifs, le pays, les unions auxquelles ce pays appartient (Alena, Mercosur, U.E., C.E.I., O.U.A., Asean, OTAN, O.P.E.P., O.C.I. ou l'O.N.U. par exemple).

Le concept de représentation en géopolitique réside dans l'analyse des conceptions que peuvent avoir une personne ou un groupe (par exemple une ethnie ou une confession) par rapport à un sujet. Ainsi, on peut étudier la façon dont ils se perçoivent par rapport à leurs territoires, milieux et ressources et comment ils les gèrent et exploitent, ou encore par rapport au groupe auquel ils appartiennent et par rapport aux autres groupes. À titre d'exemples (pris dans Fragments d'Europe sous la direction de Michel Foucher) la notion de « patriote » est à géométrie très variable : elle est souvent territoriale dans les pays nordiques (on prend soin du territoire, des ressources, du patrimoine) mais plus communautariste dans les pays méditerranéens, latins et slaves (plutôt que soigner le territoire, on s'identifie fortement à son groupe d'origine) et peut aussi être à coloration confessionnelle (comme chez les Bosniens-Herzégovins catholiques donc Croates, orthodoxes donc Serbes ou musulmans donc Bosniaques) ou régionale locale (cas des Kosovars, des Macédoniens, des Moldaves ou des Monténégrins, mais on peut aussi analyser la façon dont se perçoit un Corse par rapport aux autres français, et comment les autres français le perçoivent…). Autre exemple : 
Par ailleurs, Michel Foucher développe le concept d'horogenèse, néologisme qui se définit comme une discipline s'intéressant à la genèse des frontières (du grec hôra, le territoire).

### Les axes d'analyses
Le terme de géopolitique revêt une connotation stratégique, voire militaire, tandis que le terme de géographie politique fait plutôt référence à l'organisation des États, des régions, des entités administratives, des frontières, et des habitants. On constate que de nos jours la mondialisation et l'effondrement d'un monde bipolaire ont multiplié et complexifié les liens entre toutes les populations de la planète. Depuis une dizaine d'années, les centres universitaires multiplient les sections géopolitiques afin de répondre à une demande croissante d'analyse dite géopolitique.
Par sa recherche des interactions entre les grandes zones du monde (énergie et matières premières, flux de ressources, passages à risques), la géopolitique s'intéresse naturellement à la politique internationale et à ses aspects diplomatiques. Certains auteurs comme Béatrice Giblin se sont toutefois penchés sur des questions de géopolitique interne.
Dès le début des années 1980 étaient entrevus des risques de marginalisation géopolitique de l'Europe, qui pourraient s'accentuer aujourd'hui si la réaction n'est pas adaptée :
- liaisons sur l'océan Pacifique prenant le pas sur celles de l'océan Atlantique ;
- impact de la fonte de la banquise dans l'Arctique sous l'effet du changement climatique, et évolutions structurelles du transport maritime et aérien ;
- accès aux champs pétrolifères du Moyen-Orient, construction d'oléoducs et de gazoducs, transport pétrolier, pic pétrolier, montée de la consommation de pétrole de la Chine (Géopolitique du pétrole) ;
- retour du charbon (propre) : Australie, Chine, Canada, etc.

### Les enjeux
La géopolitique aborde un grand nombre d'enjeux divers qui sont objets de relations internationales. Elle s'intéresse notamment aux enjeux démographiques, liés à la croissance ou au déclin des populations, ainsi qu'aux grands mouvements de population (flux désordonnés, migrations, etc.). Elle traite par conséquent également des questions liées aux langues et à leurs usages et pérennité, et aux enjeux culturels qui y sont associés.
Les sujets liés aux menaces, nécessairement protéiformes, sont également abordés. La géopolitique s'intéresse ainsi aux menaces terroristes et à leur gestion, aux risques de prolifération nucléaire, à la recherche de la maîtrise des armes de destruction massive, etc.
Elle fait des ressources et de leur accès une des variables clefs des conflits, et se penche donc sur les questions d'accès à l'eau potable et à l'assainissement (Turquie, Syrie, Israël, Asie, Afrique, etc.), aux ressources halieutiques et zones de pêche, aux agroressources et aux usines biochimiques, ainsi qu'aux accès aux ressources naturelles en Afrique, au Moyen-Orient, et, enfin, aux ressources énergétiques.
Les différentes formes d'organisation du territoire sont aussi un objet d'étude majeur. La polarisation et les maillages mondiaux, l'organisation des pôles de compétence économique et technologiques, les imbrications économiques et la fracture numérique sont des sujets privilégiés de la géopolitique moderne.

Les remises en cause internes de l'État, enfin, sont couverts par la discipline. Les régionalismes, les séparatismes, les mouvements d'unification, font l'objet d'analyses permettant de saisir leurs causes et leurs conséquences.

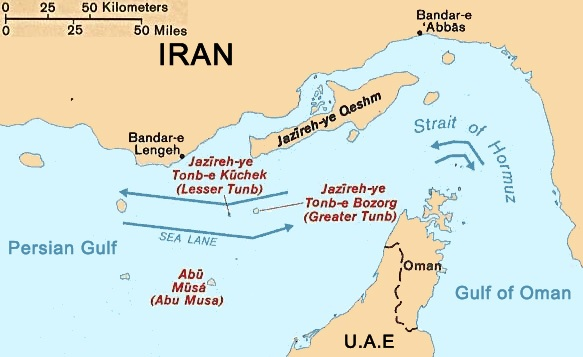
Le détroit d'Ormuz : point de tension géostratégique entre l'Iran, Oman (péninsule de Musandam) et les Émirats arabes unis.

### Les facteurs décisifs dans les alliances
La géopolitique s'attache à étudier les différents facteurs qui aboutissent à la constitution des alliances.
La géopolitique s'intéresse aux différents facteurs qui influencent les stratégies :
- maîtrise globale des mers et/ou de la terre (peuples de la mer, peuples de la terre) : on assiste souvent à des différences de stratégie entre une puissance ou une alliance entre puissances maritimes et une puissance ou une alliance entre puissances continentales, ce facteur influence les autres ;
- contrôle des points de passage et des moyens de transport : détroits, cols, tunnels, aéroports, ports, gares ;
- facteurs financiers (impôts, taxes…) ;
- accès aux ressources naturelles et aux matières premières ;
- maîtrise des techniques (navigation, aéronautique et espace…) ;
- types de régimes politiques (démocratie, etc.) ;
- facteurs culturels, sociologiques et philosophiques ;

### Aspects militaires et énergétiques
Les États-Unis ont mis en place depuis la fin des années 1980 une stratégie globale visant à assurer la suprématie de l'armée américaine et des entreprises américaines sur le monde. Elle est structurée autour d'un consortium de grandes entreprises des secteurs de l'informatique et de l'aéronautique, qui a permis de projeter les forces américaines en Irak, lors des deux guerres du Golfe en 1991 et en 2003. Cette stratégie globale concerne maintenant presque tous les secteurs d'activité, et s'appuie sur une utilisation très structurée des technologies de l'information (Internet, réseaux).
L'accès aux ressources pétrolières conduit à définir des stratégies spécifiques (voir géopolitique du pétrole).
On constate ses effets également dans l'alliance que les États-Unis ont réalisée, en réponse au protocole de Kyoto, avec la Chine, l'Inde, le Japon, et l'Australie, visant à développer le charbon propre, et les nouvelles générations de réacteurs nucléaires (réacteurs de génération IV, Integral Fast Reactor (en)).

### Aspects linguistiques
La langue est le facteur essentiel de la communication entre les peuples. Plusieurs grandes langues nationales d'Empires sont devenues de grandes langues de communication internationale. Celles qui ont eu le plus d'influence sont, dans l'aire occidentale, dès l'Antiquité le grec ancien, puis le latin ; à partir du XVIIe siècle le français et à partir de 1918 et surtout 1945 l'anglais. Dans le monde actuel, sur 6 000 à 7 000 langues environ reconnues par l'ethnolinguistique, une douzaine sont parlées ensemble en langue première ou seconde par environ les deux tiers de la population mondiale. À côté des six langues de travail de l'ONU, l'anglais, le français, l'espagnol, le russe, le chinois, l'arabe, six autres langues dépassent les 100 millions de locuteurs et ont un poids économique et culturel régional : hindi-ourdou, portugais, indonésien, allemand, japonais, bengali ; sur ces douze langues, les neuf premières sont dominantes dans un sous-continent.
Ce sont sans doute la puissance économique, politique et le rayonnement culturel de la France qui ont permis à la langue française d'être la langue parlée dans les cours européennes au siècle des Lumières (XVIIIe siècle). Le français avait été normalisé et « défendu » dès 1635 par l'Académie française.
De sa clarté et sa précision ont résulté des règles strictes de droit international public, reconnues dans le statut des langues officielles retenues par l'Organisation des Nations unies. Le français est ainsi l'une des six langues officielles reconnues par l'ONU pour les négociations internationales et il continue à jouer un rôle important dans la diplomatie.
Les hégémonies économique du Royaume-Uni au XIXe siècle, puis globale des États-Unis après 1945, ont entrainé ensuite la domination de l'anglais, au point de menacer de plus en plus d'abord les fonctions nobles (sciences, recherche, enseignement supérieur, culture, etc.) puis, selon la linguiste finlandaise Tove Skuttnab-Kangas, l'existence même d'un très grand nombre d'autres langues à court, moyen ou long terme selon leur extension.
Plusieurs types de réactions s'observent. Compte tenu du déclin relatif depuis 2000 de l'hégémonie américaine qui reste néanmoins la première, de l'essor du polycentrisme, particulièrement des BRIC (acronyme de Brésil, Russie, Inde, Chine) mais aussi de l'Union européenne (UE) post Brexit, de la nécessité de rapprocher les peuples à l'ère de la crise écologique globale, certains préconisent la diffusion accélérée et la reconnaissance par des organisations internationales de la langue internationale auxiliaire neutre au côté des grandes langues nationales de communication internationale. Déjà en septembre 1922, treize pays de la Société des Nations (SDN), incluant environ la moitié de la population mondiale, avaient recommandé l'utilisation de cette langue internationale auxiliaire Espéranto comme langue de travail additionnelle de l'institution, mais le gouvernement français de l'époque avait alors mis son véto de fait. La langue internationale auxiliaire est, selon le secrétaire général adjoint de la SDN, Nitobe Inazō, « de huit à dix fois plus facile que n'importe quelle autre langue ». Elle est facile, c'est-à-dire à la fois simple (petit nombre d'éléments à apprendre), régulière (pas d'exceptions), claire (à quasiment toute variation dans la pensée correspond une variation concomitante dans la langue) et internationale par destination et par création. De plus on observe une valeur propédeutique de l'espéranto : c'est une langue tremplin permettant d'apprendre de 20 à 30 % plus vite les autres langues. La facilité de l'espéranto permet à la fois la communication internationale et à chacun de travailler le plus souvent quand il le souhaite dans la langue de son choix, ce qui accroit l'efficacité générale et la solidarité nécessaires dans le monde qui vient. Son rôle positif a été reconnu par des résolutions de l'Organisation des Nations unies pour l'éducation, la science et la culture (Unesco) en 1954 et 1987. Les anglophones de naissance représentent 6 % de la population mondiale et l'équité linguistique serait favorable à la très grande majorité.
La langue est aussi un enjeu crucial pour les relations entre les États avec la constitution de blocs linguistiques intercontinentaux, tels que l’Organisation Internationale de la Francophonie (OIF), la Communauté des pays de langue portugaise (CPLP), l’Union latine, l’Union des pays de langue néerlandaise ou encore le Conseil turcique et dans une plus large mesure, le Commonwealth of Nations. C'est un véritable enjeu de puissance.
Les noms des habitants d'un continent, d'un pays ou d'une région sont un aspect relativement invariable de la géographie et de la géopolitique. Pour la précision scientifique et sémantique, on distingue les gentilés se référant à un État et écrits avec une majuscule (par exemple Allemand, Belge, Britannique, Français, Néerlandais ou Suisse) des glottonymes se référant à une langue (écrits avec une minuscule et suivis du suffixe « phone » comme dans anglophone, germanophone, francophone ou néerlandophone) et des gentilés se référant à une région culturelle, géographique ou historique (Anglais, Flamand, Wallon, Bourguignon, Québécois ou Romand).
Dans un contexte de mondialisation, et d'hégémonie linguistique croissante où l'utilisation d'Internet se répand de plus en plus, on peut s'interroger sur la pérennité d'un nombre croissant de langues. Cependant l'attribution d'un nom à une langue est un « enjeu géopolitique » essentiel : ainsi une même langue du point de vue linguistique (c'est-à-dire dont les locuteurs se comprennent spontanément et totalement, sans dictionnaire ni traducteur) peut s'écrire à l'aide d'alphabets différents et/ou porter des noms différents selon les pays (Hindi/Ourdou ou Croate-Bosnien/Monténégrin-Serbe par exemple).

## Grands mouvements géopolitiques
La géopolitique dégage des grands mouvements ou tendances lourdes de l'Histoire des relations internationales afin de saisir les grandes orientations stratégiques des différents pays. L'utilisation du recul de l'Histoire permet de percevoir plus facilement les grandes tendances, et les motivations qui ont conduit les États à adopter des stratégies géopolitiques.

### Politique du Roi des rois et vassalisation
La géopolitique est attentive aux doctrines politiques dites du « Roi des rois ». Il s'agit de doctrines qui prétendent affirmer la prépondérance d'un pays sur un autre en termes de décisions politiques. Dans une telle situation, le pays A dominant respecte l'autonomie du pays B, mais le pays B s'admet en situation d'infériorité et peut recevoir des instructions du pays A.
Cette politique du « Roi des rois » est symbolisée par la stratégie de l'antique Empire achéménide, qui ne destituait pas les souverains des pays soumis mais les transformait en vassaux ou en satrapes.

### Politique du glacis
La politique du glacis est une politique qui vise à créer des zones tampons pour isoler une entité politique afin de l'empêcher de sortir de ses frontières. Il vise à sécuriser un territoire en éloignant un maximum le cœur de commandement de la zone à protéger. Cette politique du glacis a été développée par l'Égypte ptolémaïque, avant d'être reprise sous de multiples formes. Il en est ainsi des marches carolingiennes, ou encore du cordon sanitaire.

### Contrôle des zones de passage
Certaines zones disposent d'une importance stratégique en ce qu'elles sont le seul moyen de passage dans une zone adverse, ou permettent d'y entrer de manière discrète. Le contrôle des cols alpins fut ainsi un enjeu majeur de l'époque pré-romaine (« péages celtes »), de l'époque romaine (péages imposés par Rome) et de la Suisse.
Les invasions des Vikings, qui remontent les fleuves par les knörrs, ont mis en évidence dans l'Europe occidentale la nécessité de contrôler ces zones de passage.

### Murailles et murs
Les murailles et les murs sont un moyen défensif qui rend concrète l'idée de glacis. On peut citer les murailles de l'empire chinois sous la dynastie des Song du Xe au XIIe siècle, confrontés de leur côté aux nomades des steppes du nord.

### Thalassocraties contre puissances continentales
L'Histoire est émaillée de confrontations entre les empires de la mer et ceux de la terre. Les modèles de thalassocratie sont les républiques de Venise et de Gênes, qui se sont enrichies par le commerce en Méditerranée, à la suite des croisades et du partage de l'Empire byzantin.
La dynamisation du commerce maritime à partir du XVe siècle, notamment entre Londres, Bruges, les villes hanséatiques du nord, Gênes et Venise, a ainsi créé des thalassocraties et appauvri les pays continentaux dont les routes commerciales ont été contournées. C'est ainsi que déclinent les foires de Champagne (Provins, Troyes…) en France. La péninsule arabique s'est appauvrie dès lors que les voies maritimes péri-africaines ont été ouvertes, puis le canal du suez. Le Royaume-Uni a été la thalassocratie la plus éminente au XIXe siècle.

### Contournements
La géopolitique s'attarde sur les moyens de contournement d'un territoire ou d'un obstacle. Ce contournement peut avoir pour objectif de libérer un pays A de la contrainte que fait peser le passage par le pays B sur son commerce ou sur ses opérations politiques ou économiques.
Ainsi du contournement de l'Afrique par les grands navires marchands européens, faisant suite à la chute de Constantinople et à la mainmise turque seldjoukide puis ottomane sur l'issue occidentale des routes de la soie, des épices, de l'encens et des pierres précieuses. Ce contournement a eu pour conséquence le déclin inexorable de villes commerciales puissantes comme Tombouctou, Gao ou Samarcande, ainsi que des empires associés à leur prospérité.
La découverte par Christophe Colomb du « Nouveau Monde » et le transfert progressif du centre géopolitique de l'Europe, du sud-est méditerranéen vers le nord-ouest atlantique, a aussi court-circuité l'Afrique et le Moyen-Orient.

### Ouverture commerciale
L'ouverture commerciale est une variable décisive étudiée par la géopolitique, et notamment par sa branche économique, la géoéconomie. Les ouvertures commerciales peuvent bouleverser la géopolitique d'un État ou d'une région, ainsi que ses structures sociales. Ce fut le cas, notamment, de l'ouverture commerciale au milieu du XIXe siècle du Japon et au dernier tiers du XXe siècle de la Chine : ces pays, jusque-là figés dans des modèles socialement fermés et technologiquement archaïques, ont ainsi pu recevoir des technologies et des exportations des pays occidentaux.
L'industrialisation de la navigation et de la guerre au XIXe siècle ont aussi permis une multiplication de conflits de plus en plus meurtriers. Se succèdent ainsi, avec une intensité croissante, la guerre de Crimée en 1856, les guerres anti-autrichiennes de 1865-66, la guerre de Sécession en Amérique du Nord (1861-65), la guerre franco-prussienne de 1870-71, puis les deux guerres mondiales.

### Guerres globales
Les guerres globales sont des guerres nouvelles à l'échelle de l'Histoire, en ce qu'elles mobilisent des terrains d'opérations particulièrement vastes. Au XXe siècle, les conflits idéologiques, sur le plan culturel, économique, militaire et technologique, entre le libéralisme capitaliste, le socialisme démocratique, le communisme étatique et le capitalisme ultra-nationaliste (fascisme, national-socialisme) et, sur le plan des régimes politiques, entre la démocratie parlementaire et les régimes autoritaires ou totalitaires, se multiplient.
L'issue de la Seconde Guerre mondiale et des tensions entre les deux plus grandes puissances du monde est une guerre froide, qui comprend de nombreux conflits localisés qu'elle a générés ou attisés. Une autre conséquence fut la résurgence des idéologies théocratiques, comme en Iran.

### Captation de ressources
Avec l'accroissement du coût ou l'épuisement de certaines ressources et l'augmentation des populations et donc des besoins, la multiplication des points de friction et des conflits concernant l'eau douce, les gisements d'hydrocarbures, de gaz, d'uranium, les minerais et terres rares, les eaux territoriales, les zones économiques exclusives, le contrôle des îles et des détroits, les routes maritimes dans les régions polaires…

### Déplacements et désenclavement
La construction de voies ferroviaires ou routières stratégiques (comme au Tibet, par la Chine), de tunnels, de ponts ou de barrages géants (Chine, Corée, Japon par exemple.

### Choix énergétiques
La géopolitique s'intéresse à l'énergie dans la mesure où cette dernière est nécessaire à l'activité économique. Plusieurs sous-branches de la géopolitique se focalisent sur une ressource énergétique spécifique, comme la géopolitique du pétrole ou de l'énergie nucléaire.
Les choix énergétiques sont des décisions géopolitiques importantes, car elles déterminent le degré auquel un pays sera souverain, dépendant, ou soumis à d'autres pays. Par exemple, le choix du nucléaire en France sous la présidence de Georges Pompidou (plan Messmer) a permis de réduire la dépendance du pays vis-à-vis du pétrole contrôlé à l'époque par les « sept sœurs » anglo-saxonnes.

### Zones d'influence
Les zones d'influence sont des territoires sur lesquels un pays dispose d'une force d'influence, d'un soft power, important. Ces zones peuvent être liées à la conservation par les anciennes puissances coloniales de liens privilégiés, notamment économiques et culturels, avec leurs anciennes colonies (Commonwealth, « Françafrique », etc.)
Les zones d'influence peuvent aussi être dues au maintien de liens politiques forts à la suite d'un désengagement d'un pays des gouvernements de pays proches. La Russie a ainsi conservé une zone d'influence exclusive dans douze des quinze anciennes républiques soviétiques groupées au sein de la CEI.

### Axes du mal
L'axe du Mal relève d'un dispositif rhétorique qui vise, pour un pays, à démoniser ses adversaires en les regroupant sous un vocable commun malgré leurs différences de positionnement, d'idéologie, d'activités, etc. Les États-Unis utilisent l'expression pour désigner les pays les plus opposés à la stratégie américaine que sont Cuba, le Venezuela, l'Iran, la Syrie, le Soudan, la Corée du Nord, etc. Les califats islamistes utilisent eux l'expression de Grand Satan et de Petit Satan pour désigner l'Amérique et Israël.

### Pôles stratégiques mondiaux
La géopolitique s'attache à étudier les grandes oppositions et le jeu des forces en présence au sein des grands pôles stratégiques mondiaux, qu'ils soient politiques, économiques ou technologiques. Il y a ainsi une géopolitique du Conseil de Sécurité de l'ONU, du G8, de l'OMC, du FMI, de la Banque mondiale, de l'AIEA, de l'OMI, de l'OMM, etc.

### Occupation de l'espace
L'espace est, malgré le traité de non militarisation de l'espace, le lieu de la poursuite de confrontations géopolitiques terrestres et maritimes. La conquête spatiale, l'attribution des orbites, les dispositifs de surveillance militaire, font l'objet d'un intérêt géopolitique.

### Choc des civilisations
Le choc des civilisations est un concept de géopolitique particulièrement utilisé dans les années 1990. Selon Samuel Huntington (Le Choc des civilisations), les lignes de faille de la géopolitique mondiale sont culturelles, et les affrontements des décennies à venir auront lieu sur ces lignes de faille. Les affrontements qui prendront une ampleur mondiale seront ainsi les affrontements civilisationnels.
Le concept a toutefois reçu plusieurs critiques de la part de penseurs tels que Joseph Stiglitz, qui soulignent que le choc n'est pas tant entre civilisations, pas à une échelle militaire ou géographique, mais sociale et individuelle : c'est à l'intérieur de chaque société, et dans la mentalité de chaque citoyen que se télescopent des visions géopolitiques du monde, des ressources et de l'« autre » héritées de l'Antiquité, du Moyen Âge, du XIXe siècle ou plus modernes, avec les différents modèles familiaux, identitaires, économiques, sociaux et politiques qui en sont issus, et qui se confrontent dans l'arène politique et culturelle, dégénérant parfois en guerres civiles.

### Quelques centres d'analyses
- Institut français de géopolitique (IFG), fondé en 1989 par Yves Lacoste.
  - Hérodote, fondée en 1976
- Centre d'analyse et de prévision des risques internationaux (Capri), fondé en 2003 par Alexis Bautzmann
  - Défense et Sécurité internationale (DSI), fondé en 2005
  - Technologie et Armement, fondé en 2005
- Institut Choiseul pour la politique internationale et la géoéconomie, fondé en 2003 par Pascal Lorot
- Laboratoire d'études prospectives et d'analyses cartographiques (Lepac), fondé en 1992 par Jean-Christophe Victor
  - L'émission Le Dessous des cartes
  - La revue et l'émission, Terrabellum.